# BCAS2
Yếu tố cắt nối tiền mRNA SPF27 (tiếng Anh: Pre-mRNA-splicing factor SPF27) là protein ở người được mã hóa bởi gen BCAS2.